# Bratroňov (Krásná Hora)
Bratroňov (německy Bratraniow) je malá vesnice, část obce Krásná Hora v okrese Havlíčkův Brod. Nachází se asi 2 km na jihozápad od Krásné Hory. V roce 2009 zde bylo evidováno 36 adres. V roce 2001 zde trvale žilo 35 obyvatel.
Bratroňov je také název katastrálního území o rozloze 1,95 km2.

## Název
V letech 1869–1890 název Bratronov.

## Historie
V letech 1869–1930 byl Bratroňov osadou obce Krásná Hora, v letech 1930–1960 pak samostatnou obcí, od roku 1961 je částí obce Krásná Hora. V prosinci 1954 se u obce stala letecká nehoda, při níž nouzově přistálo letadlo maďarských aerolinií.

## Přírodní poměry
Západně od vsi protéká bezejmenný potok, který ústí do Křivoláčského potoka, východně pak další bezejmenný tok též se vlévající do stejného toku.

## Obyvatelstvo
Podle sčítání 1930 zde žilo v 14 domech 81 obyvatel. 81 obyvatel se hlásilo k československé národnosti. Žilo zde 81 římských katolíků.
| Rok            | 1869 | 1880 | 1890 | 1900 | 1910 | 1921 | 1930 | 1950 | 1961 | 1970 | 1980 | 1991 | 2001 | 2011 |
| -------------- | ---- | ---- | ---- | ---- | ---- | ---- | ---- | ---- | ---- | ---- | ---- | ---- | ---- | ---- |
| Počet obyvatel | 105  | 102  | 114  | 122  | 96   | 94   | 81   | 58   | 50   | 36   | 41   | 31   | 35   |      |
| Počet domů     | 13   | 14   | 15   | 14   | 15   | 15   | 14   | 13   | .    | 11   | 11   | 12   | 12   |      |

## Další fotografie

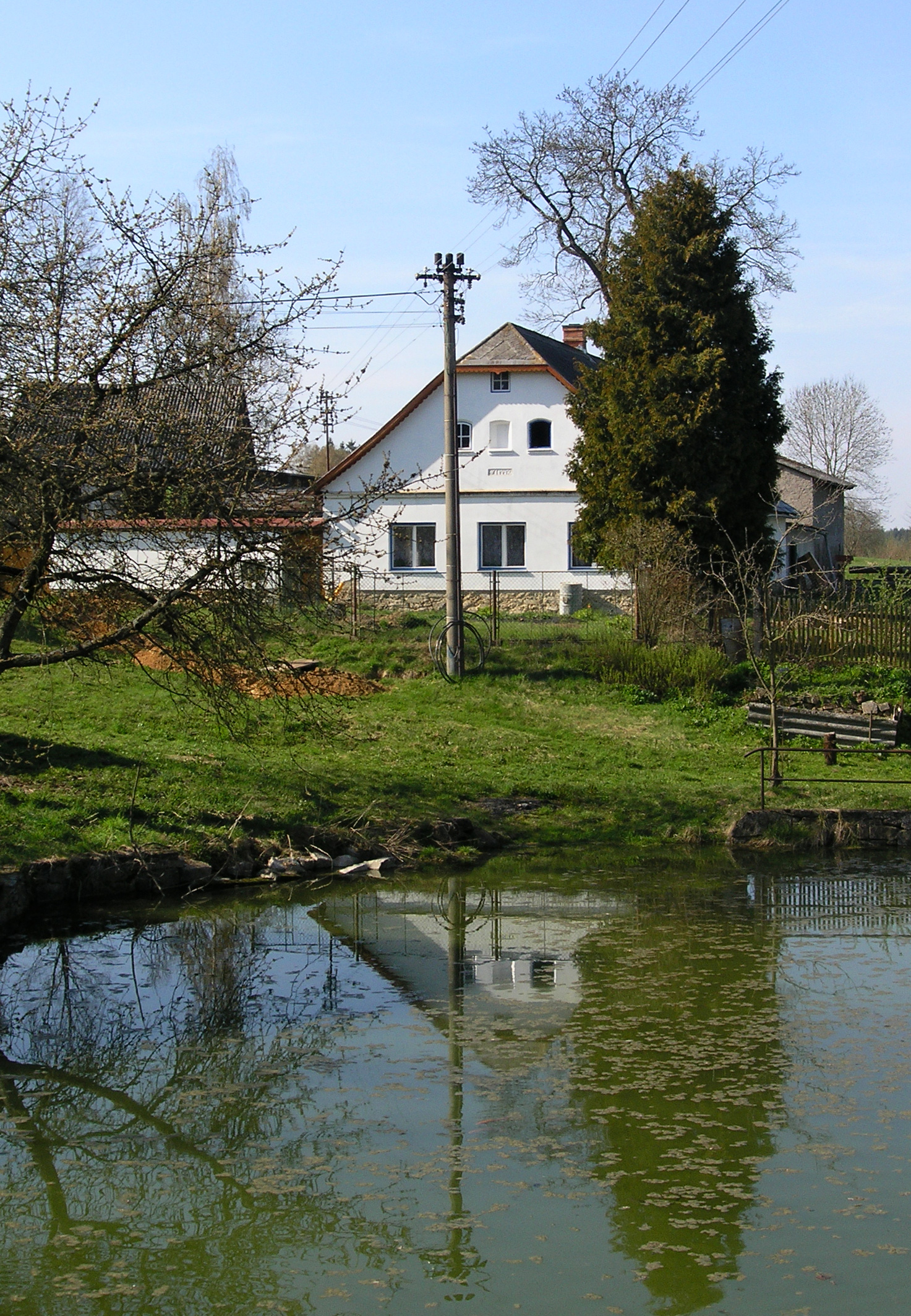
Rybník na návsi
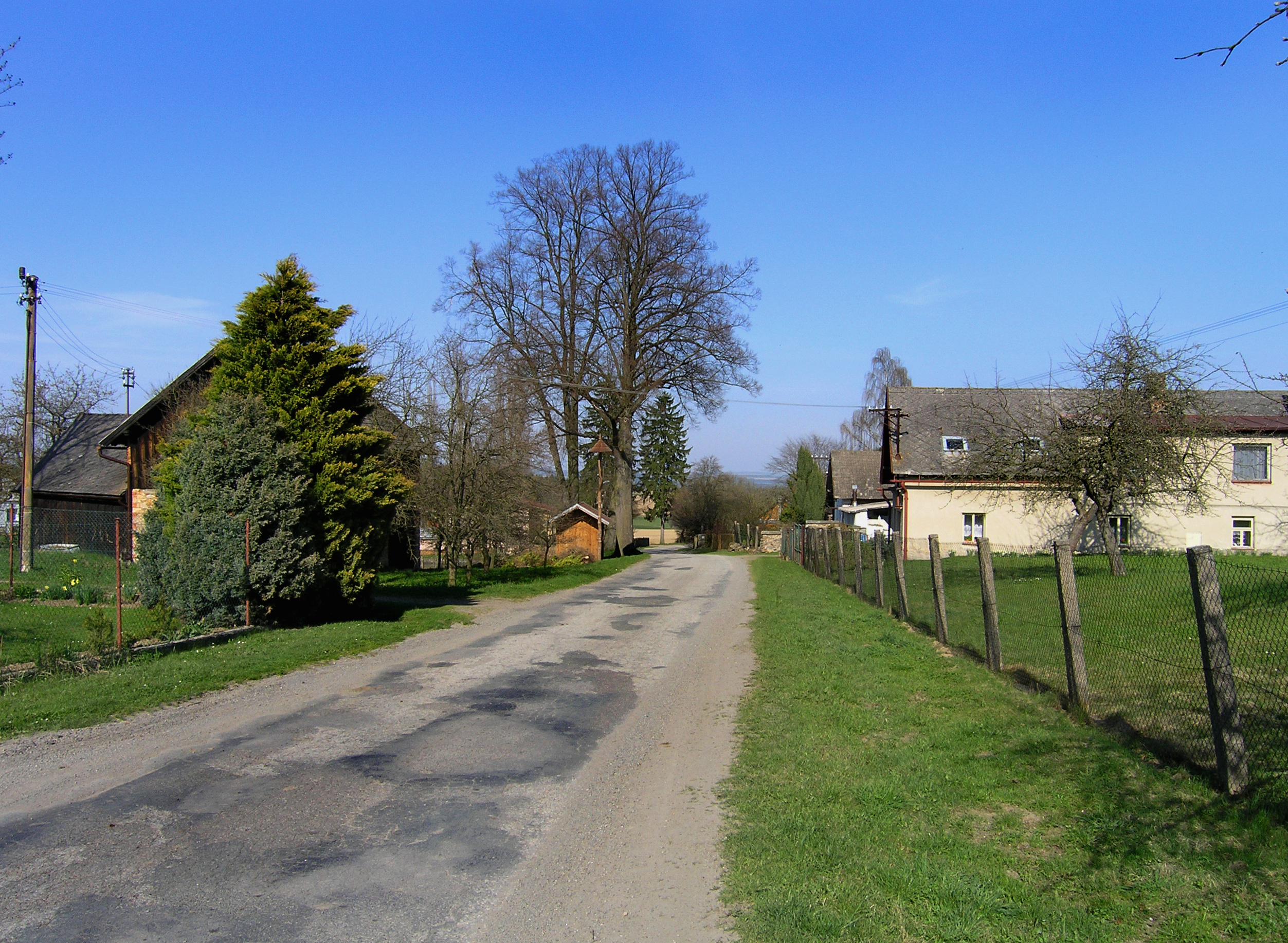
Hlavní silnice
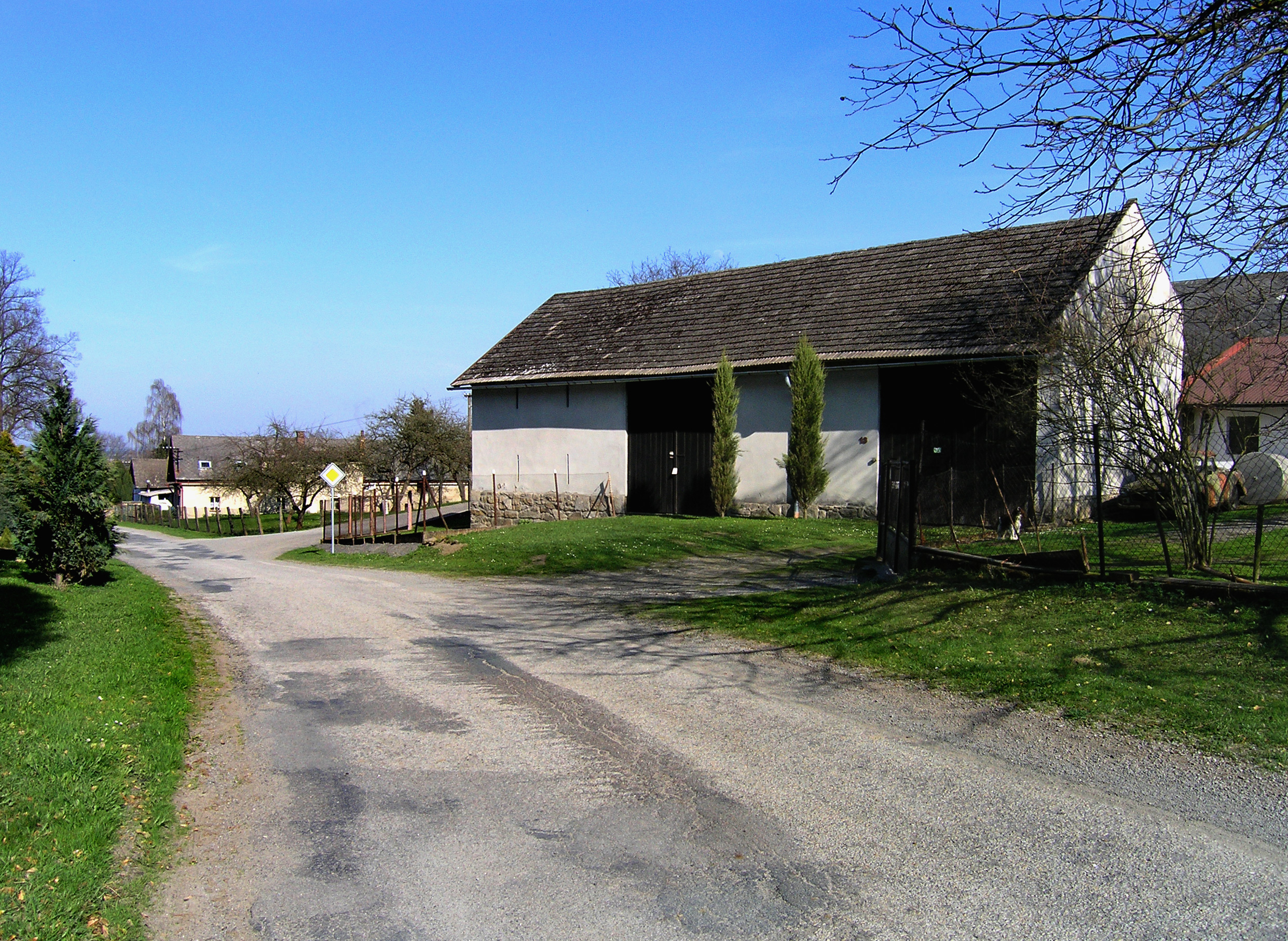
Stodola na západě vesnice